# Peru (Indiana)
Peru és una població dels Estats Units a l'estat d'Indiana. Segons el cens del 2006 tenia 12.719 habitants.

## Demografia
Segons el cens del 2000, Peru tenia 12.994 habitants, 5.410 habitatges, i 3.397 famílies. La densitat de població era de 1.085,9 habitants/km².
Dels 5.410 habitatges en un 30,9% hi vivien nens de menys de 18 anys, en un 45,1% hi vivien parelles casades, en un 13,7% dones solteres, i en un 37,2% no eren unitats familiars. En el 32,8% dels habitatges hi vivien persones soles el 14,3% de les quals corresponia a persones de 65 anys o més que vivien soles. El nombre mitjà de persones vivint en cada habitatge era de 2,34 i el nombre mitjà de persones que vivien en cada família era de 2,97.
Per edats la població es repartia de la següent manera: un 26,1% tenia menys de 18 anys, un 8,7% entre 18 i 24, un 27,9% entre 25 i 44, un 21,4% de 45 a 60 i un 15,9% 65 anys o més.
L'edat mediana era de 36 anys. Per cada 100 dones de 18 o més anys hi havia 84,1 homes.
La renda mediana per habitatge era de 30.668$ i la renda mediana per família de 39.440$. Els homes tenien una renda mediana de 31.631$ mentre que les dones 20.440$. La renda per capita de la població era de 17.497$. Entorn del 9,5% de les famílies i l'11,8% de la població estaven per davall del llindar de pobresa.

## Poblacions més properes
El següent diagrama mostra les poblacions més properes.